# Le Controis-en-Sologne
Le Controis-en-Sologne è un comune francese di 6 783 abitanti, costituito il 1º gennaio 2019 ed ottenuto con la fusione degli ex comuni di Contres, Feings, Fougères-sur-Bièvre, Ouchamps e Thenay nel dipartimento di Loir-et-Cher, regione Centro-Valle della Loir.
Il comune di Controis-en-Sologne si trova a sud-ovest del dipartimento di Loir-et-Cher, nella regione naturale francese della Sologne viticola. In linea d'aria dista 20,4 km da Blois, prefettura del dipartimento, a 24 km da Romorantin-Lanthenay, sottoprefettura, e a 20,1 km da Montrichard Val de Cher, capoluogo del cantone di Montrichard dal quale dipende il comune dal 2015. Il comune fa inoltre parte del bassin de vie di Le Controis-en-Sologne.
I comuni più vicini sono: Fresnes (2,2 km) , Sassay (2,9 km), Oisly (5 km), Couddes (6,4 km), Soings-en-Sologne (7,2 km), Cormeray (8 km) e Choussy.